# Caudillatos de Galicia
Para preservar las costas del Reino de Galicia y en una zona de dos leguas tierra adentro, a los pueblos y caseríos que se hallaban desprovistos de guarniciones protectoras, contra los insultos y saqueos de enemigos y piratas, se creó en el año 1705 una especie de milicia urbana local compuesta exclusivamente de paisanos de los mismos pueblos, armados cada uno a su manera, sin fuero militar ni otra organización que la de reconocer a ciertos jefes o caudillos en los respectivos distritos en los casos que tuvieran que reunirse, y por cuya razón se le dio el título de Caudillatos de Galicia.

## Reglamentos
El capitán general conde de Itre mejoró los Caudillatos dando una instrucción o reglamento que renovó y perfeccionó el marqués de Croix en 1762 dividendo el cuerpo en trozos de 100 hombres , sudividido cada uno en 5 escuadras de a 20.

## Armamento
- Armas de fuego(trabucos,mosquetes y pistolas de chispa etc)
- Chuzos
- Picas
- Herramientas de agricultura (Hoces,palas,sierras,sachos,guadañas etc)

## Mandos
- Tenían primero, segundo y tercer jefe
- Dependían de sargento mayor o caudillo principal
- Debían concurrir las circunstancias de nobleza, robustez e integridad y a falta de hidalgos se elegían sujetos del estado llano idóneos, acomodados y de conducta

## Vestuario
Carecían de todo uniforme, distintivos, instrucción y fuero.

## Servicio
- Velar por las seguridad de las costa y pueblos cercanos
- Velar en los fachos o atalayas de la misma costa
- Auxilio de la justicia

## Compañías de milicia honrada
Posteriormente sufrieron varias alteraciones hasta llegar a convertirse en Compañías de milicia honrada, equivalente a las Urbanas de otras provincias, las que en la Guerra de la Independencia de España se extendieron en toda Galicia con el nombre de alarmas, pero bajo un pie análogo al que tuvieron a su creación, y defendieron el país y hostilizaron a los invasores de Francia y también siguieron a los malhechores y persiguieron a los desertores.

## Extinción
Su completa extinción data desde 1820 y sustituyeron a los Caudillatos en servicios de seguridad pública la milicia nacional y luego voluntarios realistas y se movilizaron en 1828 1.000 hombres en la persecución de malhechores y contrabandistas.
Extinguidos también los anteriores Cuerpos, se organizó otra vez la milicia nacional para acudir contra los malhechores y fue especialmente encomendado a varias partidas francas llamadas de Observación, creadas en 1834, y por las exigencias de la guerra civil se formaron hasta 4 batallones y un escuadrón de tropas francas, refundidads en dos posteriormente, hasta su disolución en 1841.